# Алвин и чипоносковците
„Алвин и чипоносковците“ (на английски: Alvin and the Chipmunks) е американски игрален филм с компютърна анимация от 2007 г. на режисьора Тим Хил, който е базиран на героите, създадени от Рос Багдасарян старши., във филма участват Джейсън Лий, Дейвид Крос, Камерън Ричардсън, Джейн Линч, а Джъстин Лонг, Матю Грей Гъблър и Джеси Маккартни са гласовете на съответните трима чипоносковци Алвин, Саймън и Тиодор.
Премиерата на филма се състои в Съединените щати на 14 декември 2007 г. от „Туентиът Сенчъри Фокс“, и е продуциран от „Фокс 2000 Пикчърс“ и „Багдасарян Продъкшънс“.
„Алвин и чипоносковците“ е първата игрална и компютърна анимация с участието на „Чипоносковците“ след Little Alvin and the Mini-Munks през 2003 г. Той е последван от продълженията „Алвин и чипоносковците 2“ (2009), „Алвин и чипоносковците 3: Чипо-Крушение“ (2011) и „Алвин и чипоносковците: Голямото чипоключение“ (2015).

## Актьорски състав
- Джейсън Лий – Дейвид Севил („Дейв“)
- Дейвид Крос – Иън Хоук
- Камерън Ричардсън – Клеър Уилсън
- Джейн Линч – Гейл

### Озвучаващ състав
- Джъстин Лонг – Алвин Севил
- Матю Грей Гъблър – Саймън Севил
- Джеси Маккартни – Тиодор Севил